# Galán (Kolumbien)
Galán ist eine Gemeinde (municipio) im Departamento Santander in Kolumbien.

## Geographie
Galán liegt in der Provinz Guanentá in  Santander und hat eine Fläche von 205,7 km². Galán grenzt an folgende Gemeinden: im Norden Zapatoca, im Westen San Vicente de Chucurí und El Carmen de Chucurí, im Süden Hato und Páramo, und im Osten Cabrera und Barichara.

## Bevölkerung
Die Gemeinde Galán hat 2074 Einwohner, von denen 566 im städtischen Teil (cabecera municipal) der Gemeinde leben (Stand: 2019).

## Geschichte
Der Ort wurde am 27. August 1783 mit dem Namen San José de la Robada gegründet, jedoch 1869 von einem Erdbeben zerstört. Die zwölfjährige Wiederaufbauarbeit wurde von den umliegenden Gemeinden unterstützt. 1881 beschloss der Stadtrat, den Namen in Galán zu ändern zu Ehren des Caudillos José Antonio Galán. Dieser hatte den Comuneros-Aufstand von 1781 angeführt und war ein Jahr später nach seiner Gefangennahme in Bogotá von den spanischen Kolonialherren hingerichtet worden.
Der Pfarrbezirk de la Robada wurde 1824 in den Kanton von Zapatoca eingegliedert, jedoch auf Anweisung von Simón Bolívar 1829 bei der Auflösung desselben dem von Barichara angeschlossen. 1844 wurde die Größe des Gemeinwesens im Rahmen der Provinz Guanentá festgelegt. Seit der Einführung einer Verfassung für den Einheitsstaat Kolumbien gehört Galán zum Departamento Santander.

## Wirtschaft
Über 80 Prozent der arbeitenden Bevölkerung sind in Land- und Viehwirtschaft beschäftigt. 37 % der Fläche von Galán werden zum Anbau von Kaffee, Yuca, Mais und Bananen und 32 % für den Anbau unterschiedlicher Gemüse und Früchte verwandt. Die Viehzüchter betreiben größtenteils Rinderzucht, zu kleineren Teil halten sie Schweine, Schafe usw.

## Feste
Zu den alljährlich an Festtagen stattfindenden Veranstaltungen gehören Stierkämpfe und Pferdevorführungen wie Kavalkaden und Rodeos sowie Auftritte von Musikgruppen aus der Stadt und der Umgebung.